# Brennstoff (Zeitschrift)
brennstoff (Eigenschreibweise) ist eine österreichische Zeitschrift.

## Gründung und Team
Herausgeber wie Initiator der Zeitschrift ist der Firmengründer des Unternehmens GEA, Heinrich Staudinger. Seit 2005 erscheint im Eigenverlag – dem GEA Verlag (Eigenschreibweise) – brennstoff, der vorwiegend über Mundpropaganda in den Filialen Staudingers seine Klientel ausweitet.
Seine Popularität verdankt brennstoff jedoch mitunter der überraschend breiten Palette an Autoren, die das Ihre zur jeweiligen Thematik beisteuern. Zoologen, Zen-Mönche, Ethnologen oder Tänzer erweitern das Spektrum aufgezeigter Herangehensweisen an ein einziges Problem.
Deren Beiträge begleitet eine eher dezente, da im eigenen, seit 1997 erscheinenden, Werbeheft GEA Album platzierte, GEA-Werbung. Wiederum begleiten Heini Staudingers Glossen das GEA Album von Anfang an und bis heute.

„Nachdem wir 1997 ‚dank‘ einer Krise (rückblickend bin ich dank!-bar dafür) kein Geld mehr für teure Werbeleute hatten, entwickelte ich mit Didi unsere neue Werbelinie. Ich sagte zu ihm, ‚Didi, Werbung ist eigentlich ein Ärgernis und eine Plage in unserem Alltag. Wenn wir schon werben müssen, dann möchte ich mit unserer Werbung ‚Brennstoff‘ für Herz und Seele mitliefern.‘ So entstanden die GEA Alben.“

## Thematik
Für den Inhalt sind prinzipiell gesellschaftskritische Themen maßgebend. Für jede Ausgabe ist im Vorhinein eine leitende Thematik definiert – sei es nun Freiheit, Gerechtigkeit (Nr. 32), Ungehorsam (Nr. 31), Die Lebenden und der Tod (Nr. 30), Heimat (Nr. 29) oder Wechselseitige Abhängigkeit – die die Autoren reizen sollen, jeweils Relevantes aus ihrem Fachgebiet beizusteuern. Oft sind die Endergebnisse auch kapitalismuskritisch resp. im linken, alternativen, oder aber auch esoterischen, Bereich des Zeitschriftenspektrums anzusiedeln.

## Häufige Autoren
- Heinrich Staudinger selbst
- „Huhki“ (Harald Edelbauer) beschritt, wie es in seiner brennstoff-Vorstellung heißt, mannigfache Karrierewege. Er wirkte als Universal-Freischaffender bis etwa 2019[3] an nahezu jeder Ausgabe mit.
- „Moreau“ Reinhard Thalhamer,[4] von Staudinger als „persönlicher Zauberer“ bezeichnet, hatte bis 2018[5] neben seiner Autorschaft wichtiger Artikel zu sozialkritischen Themen auch die Aufgabe eines Grafikers inne. Er war sozusagen als Rundumkünstler für die grafische Gestaltung der Zeitschrift verantwortlich.
- Sylvia Kislinger, Mitautorin der Afrika-Beiträge.
- Ursula Baatz, Autorin und Philosophin

## Auflagen und Reichweite
Zurzeit erscheint brennstoff in einer Auflage von 90.000 gedruckten Exemplaren viermal jährlich. Der Vertrieb erfolgt hauptsächlich durch Mundpropaganda, während jedoch das wichtigste Standbein der Zeitschrift Förderabonnements darstellen. Der Anteil an, GEA-eigenen, Inseraten umfasst ca. zwei Seiten pro Ausgabe.
Zu beziehen ist brennstoff über Online-Bestellung oder direkt in den GEA-Geschäften – wo man einem auch ein kostenloses Abonnement anbietet – in allen (bisher drei) Ländern, in denen GEA seine Filialen betreibt.